# Società Fascista Ilva Bagnolese 1939-1940
Questa voce raccoglie le informazioni riguardanti la Società Fascista Ilva Bagnolese nelle competizioni ufficiali della stagione 1939-1940.

## Divise
| Casa | Trasferta |

## Rosa
| N. |                   | Ruolo | Calciatore         |
| -- | ----------------- | ----- | ------------------ |
|    | Italia (bandiera) | C     | Carlo Alberghini   |
|    | Italia (bandiera) | D     | Giuseppe Antonelli |
|    | Italia (bandiera) | D     | Matteo Apicella    |
|    | Italia (bandiera) | P     | P. Ariante         |
|    | Italia (bandiera) | D     | Michele Barra      |
|    | Italia (bandiera) | A     | Renato Bizzarro    |
|    | Italia (bandiera) | A     | Attilio Botto      |
|    | Italia (bandiera) | A     | Alfonso Carella    |
|    | Italia (bandiera) | A     | Alfonso Catella    |
|    | Italia (bandiera) | A     | Mario Coppola      |
|    | Italia (bandiera) | D     | Dino De Caprile    |
|    | Italia (bandiera) | C     | Domenico De Nicola |
|    | Italia (bandiera) | C     | Francesco Di Paolo |

| N. |                   | Ruolo | Calciatore        |
| -- | ----------------- | ----- | ----------------- |
|    | Italia (bandiera) | P     | Luigi Firpo       |
|    | Italia (bandiera) | A     | Diego Franzese    |
|    | Italia (bandiera) | A     | Agostino Funari   |
|    | Italia (bandiera) | C     | Guglielmo Glovi   |
|    | Italia (bandiera) | A     | Felice Natale     |
|    | Italia (bandiera) | A     | Bruno Paccagnella |
|    | Italia (bandiera) | D     | Giovanni Peluso   |
|    | Italia (bandiera) | A     | V. Picciello      |
|    | Italia (bandiera) | C     | Giuseppe Piccolo  |
|    | Italia (bandiera) | C     | Stefano Sbriglia  |
|    | Italia (bandiera) | C     | Antonio Scotto    |
|    | Italia (bandiera) | A     | Gaetano Sosti     |
|    | Italia (bandiera) | P     | Giacomo Stacul    |

## Risultati

### Serie C

#### Girone G

##### Girone di andata
| 24 settembre 1939 1ª giornata |  | – Turno di riposo |  |  |

| Arbitro: | Gemini |

|                                                |           |  |
| Sbriglia 10’ Bizzarro 15’, 86’ Paccagnella 44’ | Marcatori |  |

| Arbitro: | Bianchi |

|               |           |  |
| Trombetta 90’ | Marcatori |  |

| Arbitro: | Cecchetti |

|                                    |           |  |
| Franzese 47’ (rig.), 75’ Sosti 71’ | Marcatori |  |

| Castellammare di Stabia 22 ottobre 1939 5ª giornata | Stabia | 3 – 0 | Ilva Bagnolese |  |

| Napoli 29 ottobre 1939 6ª giornata | Ilva Bagnolese | 1 – 1 | Supertessile Rieti | Campo dell'Ilva |

| Arbitro: | Rossi |

|  |           |           |
|  | Marcatori | 70’ Sosti |

| Arbitro: | Giordano |

|             |           |                        |
| Bizzarro 5’ | Marcatori | 12’ Altieri 57’ Stilli |

| Teramo 3 dicembre 1939 9ª giornata | Teramo | 1 – 1 | Ilva Bagnolese |  |

| Arbitro: | Signorile |

|                                                       |           |  |
| Sosti 42’ Paccagnella 49’ Bizzarro 58’ Glovi 67’, 88’ | Marcatori |  |

| Pescara 17 dicembre 1939 11ª giornata | Pescara | 3 – 0 | Ilva Bagnolese |  |

| Arbitro: | Colonna |

|                   |           |  |
| Bizzarro 31’, 52’ | Marcatori |  |

| L'Aquila 7 gennaio 1940 13ª giornata | L’Aquila | 2 – 1 | Ilva Bagnolese |  |

| Napoli 14 gennaio 1940 14ª giornata | Ilva Bagnolese | 3 – 1 | Popoli | Campo dell'Ilva |

| Napoli 21 gennaio 1940 15ª giornata | Ilva Bagnolese | 3 – 1 | Olbia | Campo dell'Ilva |

##### Girone di ritorno
| 28 gennaio 1940 16ª giornata |  | – Turno di riposo |  |  |

| Giulianova 4 febbraio 1940 17ª giornata | Giulianova | 1 – 2 | Ilva Bagnolese |  |

| Napoli 11 febbraio 1940 18ª giornata | Ilva Bagnolese | 0 – 0 referto | MATER | Campo dell'Ilva\| Arbitro: \| Siino \| |
| Arbitro:                             | Siino          |               |       |                                        |

| Orbetello 18 febbraio 1940 19ª giornata | Orbetello | 1 – 3 | Ilva Bagnolese |  |

| Napoli 25 febbraio 1940 20ª giornata | Ilva Bagnolese | 2 – 2 | Stabia | Campo dell'Ilva |

| Rieti 10 marzo 1940 21ª giornata | Supertessile Rieti | 0 – 0 | Ilva Bagnolese |  |

| Napoli 17 marzo 1940 22ª giornata | Ilva Bagnolese | 5 – 1 | Sora | Campo dell'Ilva |

| Arbitro: | Cambi |

|                   |           |           |
| Stilli 84’ (rig.) | Marcatori | 40’ Sosti |

| Napoli 31 marzo 1940 24ª giornata | Ilva Bagnolese | 3 – 0 | Teramo | Campo dell'Ilva |

| Arbitro: | Catalucci |

|             |           |  |
| Forlani 29’ | Marcatori |  |

| Napoli 21 aprile 1940 26ª giornata | Ilva Bagnolese | 5 – 1 | Pescara | Campo dell'Ilva |

| Torre Annunziata 28 aprile 1940 27ª giornata | Savoia | 1 – 1 | Ilva Bagnolese |  |

| Napoli 12 maggio 1940 28ª giornata | Ilva Bagnolese | 6 – 1 | L’Aquila | Campo dell'Ilva |

| Popoli Terme 19 maggio 1940 29ª giornata | Popoli | 2 – 3 | Ilva Bagnolese |  |

| Olbia 26 maggio 1940 30ª giornata | Olbia | 1 – 3 | Ilva Bagnolese |  |

### Coppa Italia
| Arbitro: | Pasinetti |

|               |           |       |
| Stilli ?’, ?’ | Marcatori | Botto |